# Desmond Dekker
Desmond Dekker, eg. Desmond Dacres, född 16 juli 1941 i Saint Andrew, Jamaica, död 25 maj 2006 i Thornton Heath i Croydon i London, Storbritannien, var en jamaicansk ska-, rocksteady- och reggae- sångare och musiker. Ofta arbetade han tillsammans med producenten Leslie Kong och kompbandet The Aces, bestående av Easton Barrington Howard och Wilson James. Dekker hörde till 1960-talet och ska-eran på Jamaica, och när reggaen kom svalnade hans karriär betydligt. När ska-musiken blev populär igen genom brittiska grupper som Specials, Selecter, The Beat och Bad Manners kom Dekker i rampljuset igen. 
Desmond Dekker betydde mycket för att Jamaicas musikliv uppmärksammades internationellt, och det var genom ska- låtarna The Israelites (1968) och 007 (Shanty Town) (1967) som han slog igenom även i Europa. O, O Seven är en låt med mycket stark ska-rytm, som den lät i slutet av 1960-talet, och det var en låt som uppskattades inte bara av kriminella rude boys och skinheads i Kingstons getto, utan även av de västindiska invandrarna i Storbritannien, och via dem till de vita modsen. Låten handlar om hur polisen brände ner en hel kåkstad, Shanty Town, som låg i utkanten av Jamaicas huvudstad Kingston. Låten nådde plats nummer 5 på brittiska topplistan. 

Låten klättrade upp till första plats i Storbritannien, Kanada, Sverige, Västtyskland, Nederländerna och Sydafrika. "Israelites" var den första internationellt kända reggaelåten vars text kan knytas till rastafaritrons filosofi, eller som åtminstone antyder en av rastafaris grundprinciper: likheten mellan den judiska bibelns forna israeliters fångenskap i Babylon, eller möjligen hebréernas i Egypten, och afrikanernas fångenskap i Amerika. Den första textraden i låten lyder: "Get up in the morning slaving for bread Sir", men egentligen är det inte mer än så. Dekker kände till att rastafarianerna strävade efter återupprättande som afrikaner och repatriering, men han var inte troende själv. Dekker har kritiserats för att budskapet i texten till Israelites är oförståeligt redan från början, och blir totalt obegripligt på grund av rader som tolkats som nödrim:
| ” | Get up in the morning, slaving for bread, sir, so that every mouth can be fed. Poor me, the Israelite. Aah. Get up in the morning, slaving for bread, sir, So that every mouth can be fed. Poor me, the Israelite. Aah. (...) My wife and my kids, they are packed up and leave me. Darling, she said, I was yours to be seen. Poor me, the Israelite. Aah. Shirt them a-tear up, trousers are gone. I don't want to end up like Bonnie and Clyde. Poor me, the Israelite. Aah. After a storm there must be a calm. They catch me in the farm. You sound the alarm. Poor me, the Israelite. Aah.. | „ |

Att Bonnie and Clyde finns i texten berodde på att den mycket populära filmen kommit ut och man ansåg att låten "Israelites" skulle gillas av fler om man nämnde dem i låttexten. Men det är ändå ett faktum att låttextens två första verser antyder slaveriet bortförd till ett annat land precis som "israeliterna", men sedan är det svårt att veta vad låten handlar om. En försök till förklaring är att alla låtar som uttryckte samhällskritik eller sex obevekligen stoppades av den enda radiostation som Jamaica hade i slutet av 1960-talet (Jamaica Broadcasting Corporation, JBC), och därmed nådde inte låtarna den växande populationen jamaicaner i Storbritannien heller.
Dekker gjorde ett uppehåll under 1980-talet, men fortsatte sedan att göra musik fram till sin död. Han avled av en hjärtinfarkt i sitt hem i Storbritannien, där han slagit sig ned permanent på senare år. Han spelade senast i Sverige 2004 på festivalen Augustibuller, dock var en till spelning i Sverige lagd till den 12 augusti 2006, på Uppsala Reggaefestival, men Desmond Dekker hann gå bort innan dess.

## Diskografi (urval)
Studioalbum
- 1969 – This Is Desmond Dekker

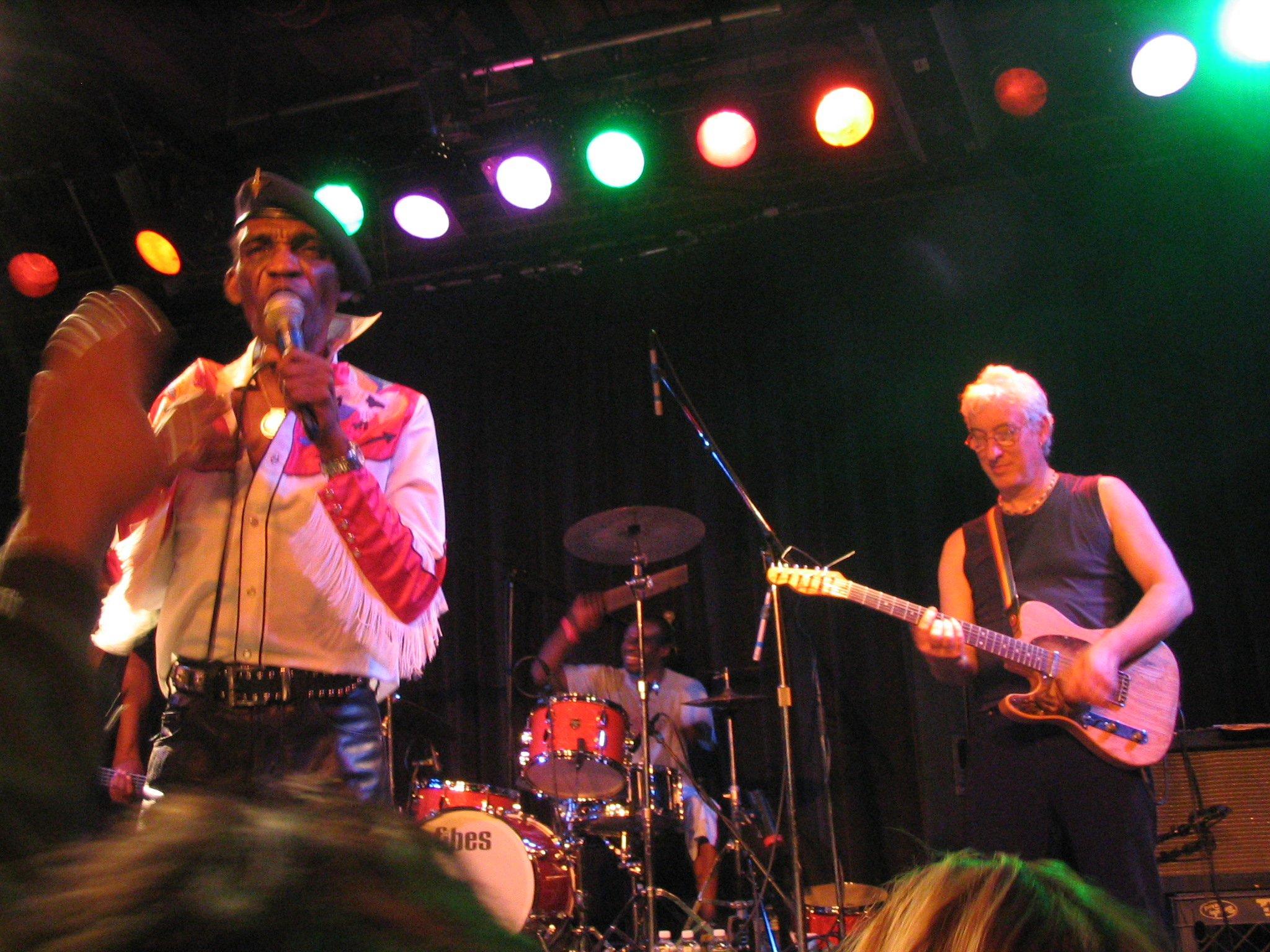
Desmond Dekker

- 1970 – You Can Get It If You Really Want
- 1973 – Double Dekker
- 1980 – Black & Dekker
- 1981 – Compass Point
- 1991 – King of Ska
- 1992 – Music Like Dirt
- 1994 – Action!
- 1995 – King of Kings
- 1996 – Moving On
- 1997 – Intensified
- 1999 – Halfway to Paradise
- 2005 – Gimme Gimme

Samlingsalbum
- 2006 – In Memoriam: 1941-2006

Kända singlar
- 1967 – 007 (Shanty Town)
- 1968 – Israelites [2]